# NPO Zapp
NPO Zapp, voorheen Z@pp en Zapp genoemd, is het kinderblok van de NPO. NPO Zapp richt zich vooral op kinderen tussen de 6 en 12 jaar, anders dan het gelieerde NPO Zappelin dat zich richt op kinderen tot 6 jaar. De netmanager van Zapp is Robert Fortuijn.
Bij NPO Zapp worden er jeugdprogramma's uitgezonden van AVROTROS, EO, HUMAN, KRO-NCRV, NOS, BNNVARA, NTR en VPRO.

## Uitzending
De programma's van NPO Zapp worden uitgezonden op het kanaal van NPO 3. Doordeweeks deelt NPO Zapp het kanaal met NPO Zappelin, waarbij de ochtend vooral voor programma's van NPO Zappelin en educatieve programma's van NPO Zapp is. Van 15.00 tot 19.20 uur is het kanaal voor NPO Zapp. In het weekend is de zendtijd alleen tot 8.30 uur voor NPO Zappelin; pas om 20.00 uur op zaterdag en om 19.45 op zondag neemt NPO 3 het weer over.

## Huisstijl
In de eerste vormgeving van Z@pp staan kinderen in een gewichtloze omgeving centraal. De vormgeving werd namelijk 'Zero Gravity' genoemd. Deze vormgeving was gebruikt van 4 september 2005 t/m 17 augustus 2008.
Op 18 augustus 2008 werd Z@pp gepresenteerd door vijf figuurtjes, de Zappers. Deze heetten Spark, Chica, B.B., Lizz en Olec. De Zappers leidden de programma's in en speelden een hoofdrol op de website van Zapp. Tot 17 december 2010 waren het 2D-poppetjes, maar vanaf 18 december 2010 waren het 3D-poppetjes. Ze waren vaak te zien voor of na de reclame, in verschillende aanraders en in aankondigingen voor programma's.
Vanaf 3 september 2012 werd er een compleet nieuwe huisstijl gebruikt en veranderde de naam in Zapp. Ook verdwenen de Zappers en gingen de presentatoren centraal staan in aankondigingen van de programma's die zij presenteren. De vormgeving werd aangepast op 19 augustus 2014, omdat de zender sinds die dag NPO Zapp heet. 
Op 26 juni 2018 veranderde NPO Zapp haar vormgeving en logo opnieuw. Ontwerpbureau Terralemon nam dit voor haar rekening. De kleuren groen en wit kwamen overal in terug met gekleurde rooksporen in de vorm van een explosie en werd ondersteund door een voice-over ingesproken door Fernando Halman. Ook prominente personen die op de zender te zien zĳn, zĳn terug te zien in de vormgeving.
Op 31 juli 2023 werd de zendervormgeving opnieuw veranderd door een ontwerp van CapeRock. Het groene werd vervangen door meerdere kleuren, vergezeld met de basisvorm van het logo (de ruit) en basisvormen en vegen die vanuit het midden van het beeld komen. Het logo is aangepast met een ander lettertype en de wieber van de NPO is in de idents minder prominent. Naast Fernando Halman zĳn er nog andere stemmen te horen die de continuïteit van de zender waarborgen.  

## Zapp Magazine
Aan Zapp was ook het tijdschrift Zapp Magazine (voorheen Z@pp Magazine) verbonden, waarin onder meer interviews met bekende Nederlanders, puzzels, quizzen, moppen en prijsvragen stonden.

## Geschiedenis
In 2000 werden de vier reeds bestaande kinderblokken van Nederland 1 (Alles Kits van AVRO, KRO (inclusief KRO Kindertijd) en NCRV), Nederland 2 (Xieje op 2 van EO, Teleac/NOT en TROS) toegevoegd aan de kinderzendtijd van Nederland 3 (NOS, NPS en VPRO) en ontstond Zappelin. De eerste netcoördinator van Zappelin was Cathy Spierenburg, afkomstig van Teleac/NOT (2000-2008). In 2008 werd Spierenburg opgevolgd door Suzanne Kunzeler, afkomstig van NCRV. In 2018 werd Robert Fortuijn de nieuwe netmanager.
In 2005 werd Zappelin opgesplitst in twee delen: Zappelin voor kinderen van 2 tot 6 jaar, en Zapp voor kinderen van 6 tot 12 jaar.

## Programma's
- #Forever
- Bernard
- Britt's Beestenbende
- Brugklas
- Campus 12
- Checkpoint
- CupCakeCup
- De 4 Van Westwijk - De Verdwijning Van Bo Monti
- De dodelijkste 60
- De Eindmusical
- De mooiste sprookjes
- De Proefkeuken
- Heibel langs de lijn
- Het Klokhuis
- Het verdwenen verhaal
- Jill
- Jong Talent: In Muziek
- Junior Songfestival
- Kaal of Kammen
- Karaoke Kids
- Kinderen voor Kinderen
- Klaas kan alles
- Landelijke intocht van Sinterklaas
- Mijn monsters & ik
- NOS Jeugdjournaal
- Op de dierenambulance met
- Puppy Patrol
- Peperbollen
- Sinterklaasjournaal
- Steken en prikken
  - Steken en prikken: Op vakantie
- Street football
- Super Abby
- Taarten van Abel
- The Jungle Book
- Twisted Whiskers
- Verborgen Verhalen
- Vlogmania
- Vroeger was het anders
- Wat een beest!
- Wat een jager!
- Wereldmuziek
- Whats up?!
- Willem Wever
- Zappbios
- Zapp Echt Gebeurd
- Zapp Kids Top 20
- Zappsport

## Niet langer geprogrammeerd
- 6teen
- 13 in de oorlog
- Amika
- Avond4Daagse Journaal
- AVRO KunstQuest
- AVRO Junior Dance
- Baasjes
- Beste Vrienden Quiz
- BZT-Show
- Camp Lazlo
- Chi Rho - Het Geheim
- Crime Time
- Dance Academy
- De 3 vrienden en Jerry
- De 4 Van Westwijk - De Verdwijning Van Bo Monti
- De bende van Sjako
- De Gilfactor
- De Hopeloze Heks
- De Museumbende
- De Slavernij Junior
- Dennis en Knarser
- Doctor Cheezy
- Dogstar
- Dokument Junior
- DropZone
- Duo B&B
- Energy Survival
- EHBO
- Ff backstage
- FF Zoeken!
- Flight 29 Down
- Fort Boyard
- Galaxy Park
- Gek op jou
- Het beste van de Zapp Kids Top 20
- Het Ei van Columbus
- Hider in the House
- Hier is Ian
- Hoe mijn keurige ouders in de bak belandden
- Hoe overleef ik?
- Huisje boompje beestje
- Inis Cool
- Kid Paddle
- Lassie
- Leer Effe Fietsen
- Link ekstra
- Lizzie McGuire
- LoveMatch
- Lou!
- Modemeiden
- Mystrix
- Nieuws? Uit de natuur!
- Omega Code
- Puberruil Zapp
- RootZ
- Schooltv-weekjournaal
- Serious Jungle
- SmartkidZ
- Space Goofs
- SpangaS
- SpangaS: De Campus
- Stefpacking
- Te leuk om waar te zijn
- The fly
- Te land, ter zee en in de lucht
- The Elephant Princess
- Titeuf
- TopStars
- Tosh
- Trollie
- Tupu
- Turks voor beginners
- Villa Achterwerk
- VRijland
- Vroeger & Zo
- Welkom in de Gouden Eeuw
- Wicked Science
- Wie is de Mol? Junior
- Wil je m'n kamer ff zien??
- Wij zijn de beste!
- Yotta
- Zaai
- Zapplive
- Zappsport Voetbal
- Zapp Weekjournaal
- ZigZag
- ZipZoo: WorldWide